# 카네다 토모코
카네다 토모코(일본어: 金田 朋子, 1973년 5월 29일 ~ )는 일본의 여자 성우다.

## 출연작
※굵은 글씨는 주역·주요 캐릭터

### 텔레비전 애니메이션
2000년
- Sci-Fi HARRY(타냐, 미샤)
- 치비 마루코짱(여자아이)
- 배리 파티(피롤·킷치)
- 무적왕 트라이제논(마키노하라 에나)
- Blue Gender（여자아이）

2001년
- 이누야샤(아이)
- 카스민(아베 유리)
- 고 고 다섯 쌍둥이(보탄)
- 코코로 도서관(오카지마 아카하)
- 디지몬 테이머즈(크루몬)
- 하나우쿄 메이드대(신시아=란드라비쟈, 그레이스)

2002년
- 아즈망가 대왕(미하마 치요)
- 오네가이 티처(마리에)
- 키디 그레이드(카노에)
- 7인의 나나(메리·루 , 여학생 C)
- 십이국기(교쿠요)
- 천지무용! GXP(후쿠)
- 베리베리 뮤우뮤우(혼죠 미와, 헤이챠)
- 꼬마 공주 유시(베르베르)
- 봄버맨 제터즈(화이트봉)
- 마호로매틱 - 더 아름다운 것(타나카 요시미)

2003년
- 에어 마스터(이누이 렌게)
- 오네가이 트윈즈(마리에)
- 고로케!(뱅킹)
- 날아라! 호빵맨(도둑 론)
- 탐정학원Q(토야 쿠니코)
- D・N・ANGEL(어릴 때의 다이스케)
- 풀 메탈 패닉? 후못후(본타군)
- 포포로크로이스(파냐)
- 라임색 전기담(코우시, 오우시, 소우시)
- 드림믹스 TV 월드 파이터즈(봄버맨)

2004년
- GIRLS브라보 first season(에비)
- 케로로 중사(라비)
- 선생님의 시간(저주받은 축구공)
- W 위시〜(후지에 사나)
- 초변신 코스∞프레이어(인 & 요우)
- 하나우쿄 메이드대 La Vérité(신시아=란드라비쟈, 그레이스)
- B-레젠드 배틀 비다맨(츠바쿠라 츠바메)
- 빛과 물의 다프네(앤디)
- 보보보-보 보-보보(덴가쿠맨)
- MADLAX(레티시아)
- MONSTER(로제마리)

2005년
- AIR(시노 사이카, 시노 마이카)
- 엔젤 하트
- 오뎅군(캔디, 시로, 반짝반짝 짱, 달토끼)
- GIRLS브라보 second season(에비)
- 기동신선조 불타라 검 TV(청룡, 주작, 백호, 현무)
- 치비 마루코짱(에리코)※8월 21일 방송분
- 친구란 말이야! 〜코모리의 스텔라를나(훗타)
- 해피 세븐(쇼죠)
- B-레젠드 배틀 비다맨 파이어 스피리츠(츠바쿠라 츠바메)
- 포켓몬스터 어드밴스 제너레이션(피)
- 성실하게 불성실한 쾌걸 조로리(모지 짱)
- 라임색 류기담X CROSS ~사랑, 가르쳐 주세요~(코우시, 오우시, 소우시)

2006년
- 아쿠비걸(아쿠비)
- 열쇠공주 이야기 영원의 앨리스 윤무곡(쌍둥이의 앨리스)
- 그늘에서 마무로! (미츠야 아키미)
- 신족가족(어린 루루)
- 츠요키스 Cool×Sweet(니시자키 노리코)
- 나왔어요! 파워 퍼프 걸 Z(피치)
- 빈곤자매 이야기(야마다 아스)
- 신비한 별의 쌍둥이 공주 Gyu!(퓨퓨, 허브)
- BLACK LAGOON The Second Barrage(그레텔)
- 따끈따끈 숲의 악동(링)
- 마계전기 디스가이아(코가네스키)
- 마지카노(요시카와 후유노)
- 러브겟CHU~미라클 성우백서~(금발 키요카)
- 연금3급 매지컬 포카앙 (우주인 마리&리에)

2007년
- 엘 카자드(호아킨)
- 학원 유토피아 마나비 스트레이트! (SD캐릭터)
- 스케치북 ~full color's~(미케)
- 세토의 신부(아주머니)
- 전쟁 동화집시리즈 두 쿠루미(켄타)
- sola (카미카와 마유코)
- 바쿠간 배틀 브롤러즈(네네)
- BLEACH(네리 엘·투·오데르슈바크(네루·투))
- Myself ; Yourself(오리베 아오이, 에니메 핑크)
- Master of Epic The Animation Age(에르모니·여자/와라게 핑크 외)
- 모에땅(나쿤, 각본가)
- 얏토카메 탐정단(야마시타 나츠미)
- 유메타마야 괴담(바크)
- 로비와 케로비(포토 짱)

2008년
- 장난스런Kiss(이리에 코토미)
- 오뎅군(풋치, 메추라기)
- 크레용 신짱(남자아이)
- 날아라!앙팡맨(파인짱)
- 네기보스의 아시타로
- 일벌레 키즈 마이 햄스터즈(룩코)
- 파천황유희
- 유메밀,애니메이션「on짱」(텐코짱, 푸념)
- 사자가 되고 싶은 고양이(비)

2009년
- 아따신지(타나카)
- 슬램업 파티 아라드 전기(미네르바)
- 오지마루군(프짱 외)
- 속삭임(팃치)
- 크레용 신짱(원아A)
- 게게게의 키타로(제5작)
- 누이와 동생 이야기(야마시타 쿠루미)
- 샹그라라(미즈 히루코)
- 도라에몽(여동생(사치코))
- 하야테처럼!(사기노미야 깅카스)
- 비케히로(킬 피요)
- 파이트 일발 충전짱!!(빗치군)
- MAJOR 5th season(시게노 치하루)
- ONE PIECE(아이의 산다소니아)
- 위스컬 삐요(갸루피요)
- 쌍둥이 맑음(야마토 쿠루미)

2010년
- 하트 캐치 프리큐어!(데자트리안)
- 다마고치! (텔린)

### OVA
2005년
- 키라메키 프로젝트(링클)

### 극장판
2001년
- 아즈망가 대왕 극장판(미하마 치요)

2024년
- 극장판 짱구는 못말려: 우리들의 공룡일기(요)

### 외화
- 키스 오브 드래곤(이사벨)
- CSI:2 과학수사대(제시카)
- 빨간모자의 진실

### 게임
2001년
- 디지몬 테이머즈 배틀 에볼루션 (쿠루몬)

2002년
- Milky Season (우사미 윤)
- 아즈망가 돈쟈라 대왕 (미하마 치요)

2003년
- 백힐초화 -EPISODE OF THE CLOVER- (사유)
- SNOW DC판 (와코우 오우카)
- 그로우 랜서IV (사역마 D-LM)
- 드림믹스TV 월드 파이터즈 (봄버맨)

2004년
- SNOW PS2판 (와코우 오우카)
- 포포로 크로이스 ~달 규칙의 모험~ (파냐)
- W ~위시~ (후지에 사나)

2005년
- 보보보 보 보 보보 탈출! 하지케 로얄 (덴가쿠만)
- 샤이닝 포스 네오 (치키티타)
- 천외마경III NAMIDA (톤카라린)
- 케로로 중사 메로메로 배틀로얄Z (라비)

2006년
- 디어 피아니시모 루프란 (키쿠미야 마이)

2007년
- BLEACH HEAT THE SOUL4 (네루 투)
- SNOW -Portable- (와코우 오우카)
- 마이셀프 ; 유어셀프 (아리베 아오이)

2008년
- StreetGears (티피)

### 라디오
- 라디오닷아이 카네다 토모코의 미니미니미크로 유치원 (분카방송/인터넷 라디오, 2001년 7월 ~ 9월)
- 카네다 토모코의 미니미니미크로 유치원 (분카방송/인터넷 라디오, 2002년 7월 ~ 2004년 2월, 2004년 6월 ~ 2007년 12월, 2008년 7월 ~ 9월)
- 마츠키 미유와 카네다 토모코의 라디오 테코핀나이트 - 마츠키 미유와 공동진행. (라디오 칸사이, 2004년 4월 1일 ~ 9월 24일)
- 슈퍼대시 스테이션 나카하라 마이와 카네다 토모코의 모에라지. - 나카하라 마이와 공동진행. (인터넷 라디오, 2005년 7월 ~ 9월)
- 카네다 토모코, 야스무라 마코토의 에어라디오 - 야스무라 마코토와 공동진행. (초!A&G+, 2008년 1월 ~ )
- 파이트 일발! 충전쨩!! 천재・플러그의 기운이 나는 라디오!! - 후쿠하라 카오리와 공동진행. (인터넷 라디오, 2009년 10월 16일 ~ )